# Eusandalum barteli
Eusandalum barteli är en stekelart som först beskrevs av Edward S. Gourlay 1928.  Eusandalum barteli ingår i släktet Eusandalum och familjen hoppglanssteklar. Inga underarter finns listade i Catalogue of Life.